# Frederick Murray
Frederick Murray (Estados Unidos, 15 de mayo de 1894-16 de julio de 1973) fue un atleta estadounidense, especialista en la prueba de 110 m vallas en la que llegó a ser medallista de bronce olímpico en 1920.
Murray nació en San Francisco, California, en 1894, siendo el segundo de cinco hijos. Su hermano mayor fue el campeón de tenis Robert Lindley Murray.

## Carrera deportiva
En los JJ. OO. de Amberes 1920 ganó la medalla de bronce en los 110 m vallas, con un tiempo de 15.2 segundos, llegando a meta tras el canadiense Earl Thomson que con 14.8 segundos batió el récord del mundo, y el también estadounidense Harold Barron (plata).